# Vilémov (ort i Tjeckien, Vysočina, lat 49,54, long 15,38)
Vilémov är en ort i Tjeckien.   Den ligger i regionen Vysočina, i den centrala delen av landet, 90 km sydost om huvudstaden Prag. Vilémov ligger 598 meter över havet och antalet invånare är 1 014.
Terrängen runt Vilémov är huvudsakligen platt, men åt nordost är den kuperad. Runt Vilémov är det ganska glesbefolkat, med 25 invånare per kvadratkilometer. Närmaste större samhälle är Humpolec, 1,9 km väster om Vilémov. Omgivningarna runt Vilémov är en mosaik av jordbruksmark och naturlig växtlighet.